# Episodi di Mayans M.C. (terza stagione)
La terza stagione della serie televisiva Mayans M.C., composta da 10 episodi, è stata trasmessa in prima visione negli Stati Uniti d'America sul canale via cavo FX dal 16 marzo all'11 maggio 2021.
In Italia, la stagione è andata in onda a partire dal 7 maggio al 25 giugno 2021 su Fox. 
| nº | Titolo originale                        | Titolo italiano                 | Prima TV USA   | Prima TV Italia |
| -- | --------------------------------------- | ------------------------------- | -------------- | --------------- |
| 1  | Pap Strugless with the Death Angel      | La città sul lastrico           | 16 marzo 2021  | 7 maggio 2021   |
| 2  | The Orneriness of King's                | L'ostinazionde di un King       | 16 marzo 2021  | 7 maggio 2021   |
| 3  | Overreaching Don't Pay                  | Meglio non reagire              | 23 marzo 2021  | 14 maggio 2021  |
| 4  | Our's Gang Dark Oath                    | Il patto oscuro del nostro Club | 30 marzo 2021  | 21 maggio 2021  |
| 5  | Dark, Deep-Laid Plans                   | Fino in fondo                   | 6 aprile 2021  | 28 maggio 2021  |
| 6  | You Can't Pray a Lie                    | Non si prega una bugia          | 13 aprile 2021 | 4 giugno 2021   |
| 7  | What Comes of Handlin's Snakeskin       | La resa dei conti               | 20 aprile 2021 | 11 giugno 2021  |
| 8  | A Mixed-Up and Splendid Rescue          | Scappare dalla violenza         | 27 aprile 2021 | 18 giugno 2021  |
| 9  | The House of Death Floats By            | La festa                        | 4 maggio 2021  | 25 giugno 2021  |
| 10 | Chapter the Last, Nothing More to Write | Un destino già scritto          | 11 maggio 2021 | 25 giugno 2021  |